# Saloio
 (février 2023).
Si vous disposez d'ouvrages ou d'articles de référence ou si vous connaissez des sites web de qualité traitant du thème abordé ici, merci de compléter l'article en donnant les références utiles à sa vérifiabilité et en les liant à la section « Notes et références ».
Le Saloio est un fromage portugais fabriqué dans la région entre Lisbonne et Sintra. 
C'est un petit fromage frais au  lait de brebis  à pâte fraîche  sans sel, ferme, servi dans les formes (cinchos) cylindriques qui servent à la fabrication, 5 cm de diamètre sur 6 cm de haut. 
Ce fromage se consomme volontiers en entrée, avec un peu de sel, mais dans les restaurants de Lisbonne il est servi comme « amuse-gueule ».
Autrefois, les fermières faisaient du porte-à-porte pour proposer leur production dans de jolis paniers en rotin à double couvercle à rabats.